# Piazza del Duomo (Reggio d'Émilie)
Pour les articles homonymes, voir Piazza del Duomo.
La Piazza del Duomo, appelée aussi Piazza Prampolini et Piazza Grande, est la place principale de Reggio d'Émilie en Émilie-Romagne.

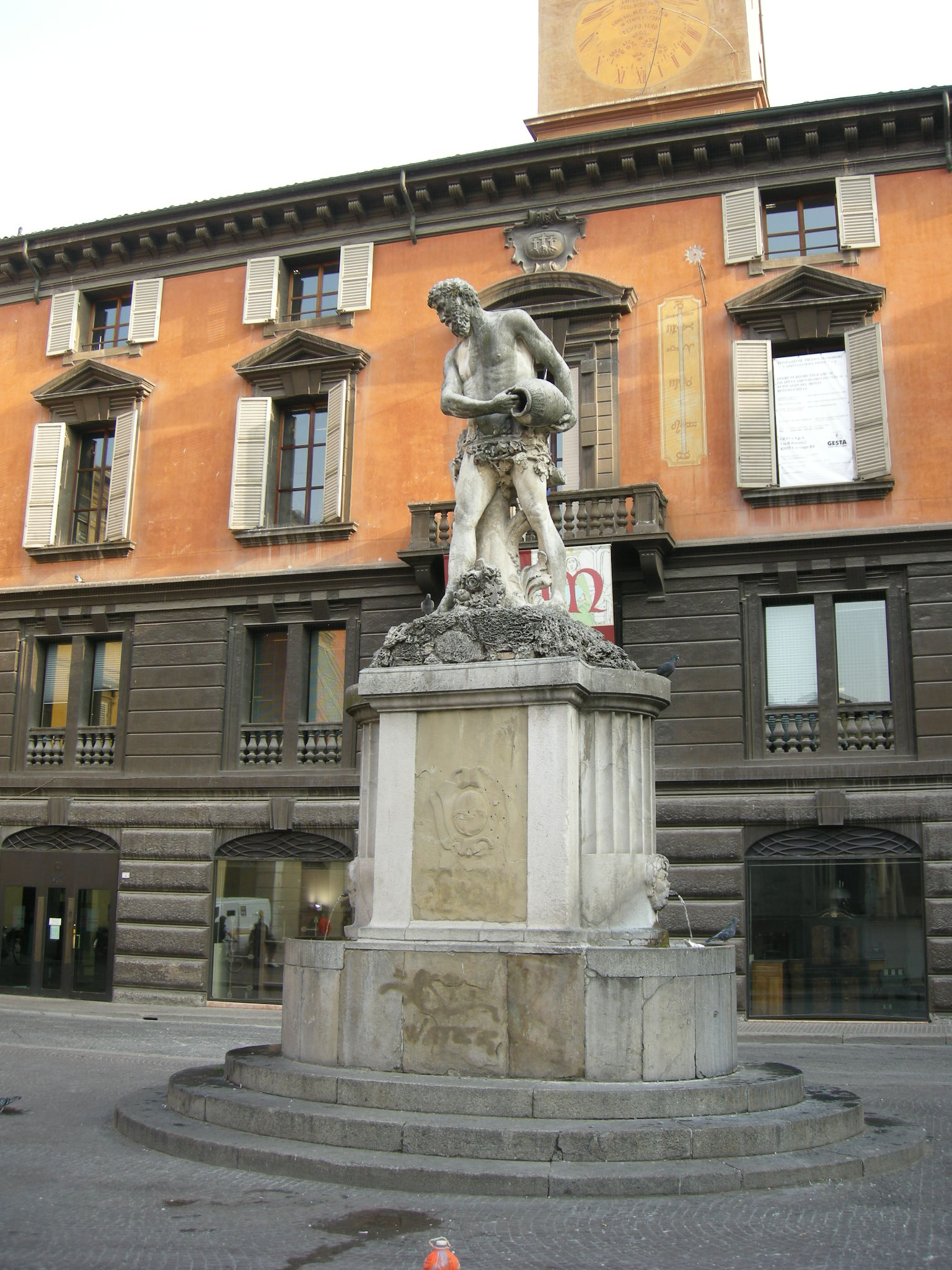
La statue du Crostolo.

## Description
Elle présente une forme et un aspect actuel datant de la période Renaissance.
La place est bordée par les plus importants édifices de la vie politique et religieuse de la ville, entre autres, le palais épiscopal et le duomo du Xe siècle avec son baptistère roman. Le plan du baptistère, avant sa restructuration avait la particularité de rappeler celui du Saint Sépulcre à Jérusalem.
Sur le côté nord, s'élève le palazzo del Monte surmonté de la tour de l'horloge. Sur le côté opposé se dresse le Palazzo del Municipio avec la Sala del Tricolore et, au sud-est, la torre del Bordello, aujourd'hui siège des services municipaux.
Le côté occidental de la place est occupé par les Notarie, ancien siège du collège des notaires, et du Palazzo del Podestà.
En face le Palazzo del Monte, est située la statue allégorique du Crostolo, un monument cher aux Reggiani qui représente le torrent traversant la ville.

## Sources
- (it) Cet article est partiellement ou en totalité issu de l’article de Wikipédia en italien intitulé « Piazza del Duomo (Reggio Emilia) » (voir la liste des auteurs).